# Томислав Јелић
Томислав Јелић (уметнички Ди-џеј Камени) био је кључна особа за живе наступе Колоније, радио на аранжманима за песме и био главна особа за контакт са јавношћу. Рођен је 2. маја 1973. године у Винковцима. 2014. напушта групу.
Више година радио је у дискотекама као ди-џеј и у Радију ВФМ из Винковаца у ком је упознао Бориса и Иру.